# Ljupina
Ljupina is een plaats in de gemeente Nova Gradiška in de Kroatische provincie Brod-Posavina. De plaats telt 1.076 inwoners (2001).